# Ei Phouthorng
Eh Phouthorng (también escrito Eh Phoutong nació el 1975 en Koh Kong) es la principal figura de las artes marciales camboyanas o Prodal.

## Biografía
Durante los cuatro años y medio que duró el régimen (caería ante la invasión del Vietnam en 1979), Ei Phouthorng no conoció el Prodal de manera oficial porque este estaba prohibido, sus maestros ajusticiados y todos los camboyanos obligados a trabajar en las faenas del campo con la ausencia de las ciudades. En el año 2003, Phouthorng llamaría la atención de los aficionados de las artes marciales camboyanas cuando derrotó al sudanés Fisal haciéndose campeón. 
Pero la situación económica en la Camboya de hoy no ha permitido que deportistas de la talla de Phouthorng se dediquen en exclusiva a este deporte. En la actualidad Phouthorng ha incursionado en el mundo de la cinematografía de su país como actor. Su última película se titula Phouthorng, el guardaespaldas. El boxeador tiene un récord de 150 combates, de los cuales ha ganado 140 y perdido 6. Está casado y tiene tres hijos.
- Datos: Q5348560